# Little Richard
О музыканте см. статью Литл Ричард.
Little Richard — второй альбом американского певца Литла Ричарда. Альбом составлен по такому же рецепту, что и дебютный альбом Here's Little Richard — в нём также собраны последние хит-синглы и ритм-н-блюзы. Включает синглы «Keep A Knockin'» (1957), «Good Golly Miss Molly» (1958), «Ooh! My Soul» (1958), «Baby Face» (1958).

## Критика
После релиза альбома, журнал Billboard назвал его «достойным продолжением Here’s Little Richard». Cashbox отметила альбом как «взрывной, в стиле Литла Ричарда».
| Оценки критиков                   | Оценки критиков |
| Источник                          | Оценка          |
| --------------------------------- | --------------- |
| AllMusic                          | [ 3 ]           |
| The Encyclopedia of Popular Music | [ 4 ]           |
| The Rolling Stone Album Guide     | [ 5 ]           |
| Sputnikmusic                      | [ 6 ]           |

## Список композиций
1. Keep-A-Knocking
2. By the Light of the Silvery Moon
3. Send Me Some Loving
4. I’ll Never Let You Go
5. Heeby Jeebies
6. All Around the World
7. Good Golly Miss Molly
8. Baby Face
9. Hey, Hey, Hey, Hey
10. Ooh! My Soul
11. The Girl Can’t Help It
12. Lucille
13. Long Tall Sally
14. Jenny Jenny
15. Tutti Frutti
16. Slipping And Sliding
17. She's Got It
18. Ready Teddy